# FLAG-Tag
Das FLAG-Tag ist ein Protein-Tag, das bei der Proteinreinigung und Proteincharakterisierung von rekombinanten Proteinen verwendet wird.

## Eigenschaften
Das FLAG-Tag hat die Aminosäuresequenz DYKDDDDK. Dadurch vergrößert sich die Masse um 1012 Da. Es kann am N-Terminus oder am C-Terminus des rekombinanten Proteins angehängt werden und auch als TAP-Tag, jedoch wird es von manchen Antikörpern nur am N-Terminus erkannt und gebunden, z. B. M1/4E11. Gelegentlich ist das Tyrosin im FLAG-Tag sulfatiert, wodurch die Antikörperbindung beeinträchtigt werden kann. Wie bei anderen Protein-Tags kann eine Protease-Schnittstelle zwischen das rekombinante Protein und das FLAG-Tag eingefügt werden, um nach der Reinigung das FLAG-Tag proteolytisch abzuspalten.